# 法定地上権
法定地上権（ほうていちじょうけん）とは、土地及びその上に存する建物が同一の所有者に属している場合に、その土地又は建物につき抵当権が設定され、その実行により所有者を異にするに至ったときに当該建物に成立する地上権（第388条前段）。約定地上権とは異なり当事者間の合意による設定ではなく法律の規定によって当然に生じる。日本独特の制度であるとされ、これを継受した韓国民法にも同様の制度がある。

## 概説

### 制度趣旨
建物は地盤となる土地利用権なくして存立できないものであるが、日本では土地と建物とはそれぞれ独立した別個の不動産とする法制をとる関係上、土地や建物に抵当権が設定され、その抵当権の実行によって土地と建物の所有者を異にするに至った場合、建物所有者は建物の収去・土地の明渡しという問題に迫られるが、これは当事者意思に合致せず国民経済の観点からも損失であることから、このような場合に建物に法律上当然に地上権が発生するものとした制度が法定地上権である。
各種の特別法においても法定地上権の制度が導入されており、立木法（立木法5条）、工場抵当法（工場抵当法16条1項）、鉱業抵当法（鉱業抵当法3条）などがある。民事執行法や国税徴収法も法定地上権の制度を導入している（民事執行法81条、国税徴収法127条）。なお、仮登記担保法では法定地上権ではなく法定賃借権が成立するものとしている（仮登記担保法10条）。

### 特約の有効性
法定地上権の成立は公益上の理由に基づいて法律で地上権の設定が強制されるもので法定地上権を特約により排除することはできない（通説・判例。判例として大判明41・5・11民録14輯677頁）。ただし、土地への抵当権設定において、第三者の利益を害するものでない場合（抵当権者が競売の買受人となったときなど）には特約は有効であるとする見解もある。

### 立法論
法定地上権の制度は法律上当然に生じることから内容が不明確で複雑な解釈問題を抱えており紛争を生じやすいことから立法論としては制度を改めるべきとの意見が強いとされる。
- 一括競売

諸外国では土地と建物の一括競売をとる法制が多いとされ、日本でも常に抵当権者に土地と建物の一括競売を義務づけることによって建物の保護を図るべきとの見解が存在するが、このような解釈は少なくとも日本の従来の慣行からは遠ざかるもので、また、建物が土地の有効利用となっていない場合にまで抵当権者に不利益を強いることになるとして疑問視する見解がある。なお、日本での現行民法上の一括競売の制度（第389条）は、抵当権の設定前に築造された建物や建物の所有者が抵当地を占有するについて抵当権者に対抗することができる権利を有する場合には適用がない（第389条1項・2項を参照）。
- 自己借地権

法定地上権にかわり抵当権設定者が予め自己所有の建物のために土地利用権を設定できる自己借地権の制度を創設すべきとの見解が有力視されている。現行法では土地所有者が自己所有の土地上にある自己所有の建物のために設定する自己借地権は混同（第179条、第520条）の規定に反することになり原則として認められていない。昭和35年の借地借家法改正要綱案では自己借地権制度が採用されていたが立法化には至らず、平成3年の借地借家法の下で区分所有建物の敷地について限定的な自己借地権が認められているにすぎず、現行法では一般的な自己借地権は認められていない。

## 法定地上権の成立要件
法定地上権の成立要件は次の4つである。
1. 抵当権設定時に土地上に建物が存在すること
2. 抵当権設定時に土地と建物が同一所有者に帰属していること
3. 土地又は建物に抵当権が設定されること
4. 抵当権実行により土地・建物が異なる所有者に帰属すること

### 抵当権設定時に建物が存在
法定地上権が成立するには抵当権設定時に建物が存在しなければならない。

#### 更地と法定地上権
抵当権設定時に土地が更地の場合には法定地上権は成立しない（通説・判例。判例として最判昭36・2・10民集15巻2号219頁、最判昭47・11・2判時690号42頁、最判昭51・2・27判時809号42頁）。
抵当権者は土地の担保価値を更地として高く評価しており、抵当権設定後の建物の築造によって法定地上権が成立するとすれば土地の交換価値が下落し、法定地上権の成立を予期しなかった抵当権者が不測の損害を被ることになるためである。

#### 再築と法定地上権
建物の存在する土地に抵当権設定後、建物が改築・再築された場合にも法定地上権は成立する（大判昭10・8・10民集14巻1549頁）。
判例によれば同一人が所有する土地・建物に抵当権が設定された後、建物が滅失したため第三者（この事例では妻）が建物を再築した場合にも法定地上権が成立するとするが、行き過ぎた解釈であるとしてこれに否定的な見解がある。
土地抵当権設定当時、地上の非堅固建物が取り壊されて近い将来に堅固建物の再築が予定され、抵当権者が土地がそれを前提に土地の担保評価を算定していた場合は、抵当権の利益を害しない特段の事情があり、堅固建物の所有を目的とする法定地上権が成立が認められる（最判昭52・10・11民集31巻6号785頁）。

#### 建物の未登記
建物の保存登記が未登記である場合にも法定地上権は成立する（大判明41・5・11民録14輯677頁、大判昭14・12・19民集18巻1583頁、最判昭44・4・18判時556号43頁）。

### 抵当権設定時の土地・建物の同一所有者への帰属
土地と建物の所有者が異なる場合には、予め当事者間の契約で建物のための土地利用権が設定されているはずであり法定地上権を成立させる必要がないためである。

#### 抵当権設定後の所有者変更
抵当権設定時に土地と建物が同一所有者に帰属していればよく、その後、土地や建物の譲渡により所有者が変動した場合であっても法定地上権は成立する。
- 土地の譲渡

抵当土地上に建物が存在する以上、土地抵当権者は法定地上権の成立を予期して担保価値を把握したはずで、譲受人も土地利用権の負担を覚悟すべきとされる。
- 建物の譲渡

法定地上権を伴うものとして担保価値は把握されていたはずであるから388条を適用して法定地上権の成立を認めるべきとされる（大連判大12・12・14民集2巻676頁）。

#### 抵当権設定後の同一所有者への帰属
借地人が借地上の自己所有の建物に抵当権を設定したが、その賃料不払いにより賃貸借契約が解除され、さらに土地所有者が抵当権付建物の所有権を買い受けて土地と建物が同一の所有者に帰属することとなったのち、建物につき抵当権が実行された場合につき、判例は法定地上権の成立を否定した（最判昭44・2・14民集23巻2号357頁）。 

#### 複数の抵当権との関係
借地人がその借地上に所有する建物に一番抵当権を設定した後、土地所有権を取得したことにより土地・建物の同一所有者への帰属することとなり、その後、建物に二番抵当権を設定された場合には一番抵当権者による抵当権実行において法定地上権が成立する（大判昭14・7・26民集18巻772頁）。
他方、土地への一番抵当権設定時において土地と建物の所有者が異なり法定地上権の成立要件を満たしていない場合には、一番抵当権者は無負担の土地の担保価値を把握するのであるから、後に土地と建物が同一の所有に帰属し後順位抵当権が設定されても、一番抵当権が消滅していない限り法定地上権は成立しない（最判平2・1・22民集44巻1号314頁）。

#### 近親者による所有
土地と建物の所有者が異なるときは、両者に親子関係や夫婦関係が存在する場合であっても法定地上権は成立しない（最判昭51・10・8判時834号57頁）。

#### 登記名義の問題
- 建物登記の名義

判例によれば、土地への抵当権設定時、建物について所有権移転登記を経由していなくても法定地上権は成立する（最判昭和48・9・18民集27巻8号1066頁）。
- 土地登記の名義

判例によれば、建物への抵当権設定時、土地について所有権移転登記を経由していなくても法定地上権は成立する（最判昭53・9・29民集32巻6号1210頁）。

#### 共有関係の問題
- 土地の共有
  - 土地共有持分への抵当権設定

土地共有者の一人について法定地上権の成立要件を満たしたとしても、これがため他の共有者の持分までが無視されるべきいわれはなく、当該共有土地について法定地上権は発生しない（最判昭29年12月23日民集8巻12号2235頁）[24]。
- 建物の共有
  - 単独所有の土地への抵当権設定

土地に設定された抵当権が実行され、第三者がこれを競落したときは、当該の土地につき建物共有者全員のために法定地上権が成立する（最判昭46・12・21民集25巻9号1610頁）[25]。
- 土地・建物の共有
  - 土地について共有者の一人の持分が強制競売によって売却され、第三者がその持分を取得しても法定地上権は成立しない（最判平6・4・7民集48巻3号889頁。民事執行法上の法定地上権の事例）[24]。
  - 共有建物の共有者の一人の債務を担保するため土地共有者の全員が共同して各持分に抵当権を設定し、他の土地共有者が債務者の妻子である場合に、抵当権の実行により債務者だけに388条本文の事由が生じたとしても、他の土地共有者らが法定地上権の発生をあらかじめ容認していたとみることができる客観的・外形的事実があるとはいえず、共有土地について法定地上権は成立しない（最判平6・12・20民集48巻8号1470頁）[24]。

### 土地又は建物に抵当権設定
旧388条は抵当権設定につき「土地又ハ建物ノミ」と定めていたが、双方に抵当権が設定され競売によって異なる所有者となった場合にも同様の事態が生ずることから、通説はこのような場合にも388条の適用があり法定地上権が成立するものと解釈されていた。このようなことから平成16年民法改正により「ノミ」に該当する部分が削られ土地と建物の双方に抵当権が設定されている場合にも適用があることが明確にされた。

#### 共同抵当の問題
土地と建物の両方に抵当権が設定され、土地・建物の一方あるいは双方の競売によって土地と建物の所有者が異なるに至ったときも法定地上権は成立する（大判明38・9・22民録11輯1197頁、大判昭6・10・29民集10巻931頁、最判昭37・9・4民集16巻9号1854頁）。

#### 共同抵当と建物の再築
かつての判例・通説は共同抵当においても建物の担保価値については敷地利用権を含めた担保価値、土地の担保価値については底地としての価値と個別的に把握されるものと解し（個別価値考慮説）、同一所有者の土地・建物に共同抵当権が設定され、その後に建物が取り壊され新たな建物が再築されて土地抵当権が実行された場合には旧建物を基準とする法定地上権が成立するとみていた。しかし、この解釈は旧建物の取り壊しによって旧建物に設定されていた抵当権が消滅し、新建物の抵当権が取得されないまま土地抵当権が実行された場合、建物と法定地上権の担保価値が失われ土地についても底地の価値しか把握できず抵当権者が不利益を被ることになる。
その後、東京地裁は抵当権者は土地・建物に共同抵当を設定することで全体としての担保価値を把握しているものとみて（全体価値考慮説）、新建物の所有者が土地所有者と同一で、かつ、土地抵当権者が新建物について土地抵当権と同順位の共同抵当権の設定登記を受けたときなど特段の事情のない限り、新建物のために法定地上権は成立しないとし（東京地平4・6・8民事第21部執行処分）、最高裁も同様の法解釈をとるに至っている（最判平9・2・14民集51巻2号375頁）。

### 抵当権実行により土地と建物が異なる所有者に帰属
この要件については条文上には明らかとなっていないが当然とされる。かつて判例は強制執行により土地と建物が異なる所有者に帰属した場合につき388条の適用を否定したが（最判昭38・6・25民集17巻5号800頁）、昭和54年民事執行法改正により強制執行における法定地上権が立法化された（民事執行法81条）。また、国税徴収法に基づく公売についても判例は388条の適用を否定したが（最判昭38・10・1民集17巻9号1085頁）、こちらも昭和34年の国税徴収法改正により法定地上権が法定されるに至っている（国税徴収法127条1項）。

## 法定地上権の内容
法定地上権は当事者間の設定行為によらず法律上当然に発生するものである。通常の約定地上権と同様に付従性・随伴性がある（大判大10・11・28民録27輯2070頁）。土地利用権として地上権が成立するとするのは、立法者が一般に賃借権ではなく地上権が用いられるであろうと考えていたためとされる。

### 法定地上権の及ぶ土地の範囲
法定地上権はその建物の敷地に限らず建物の利用に必要な範囲に及ぶ（通説・判例。判例として大判大9・5・5民録26輯1005頁）。

### 法定地上権と地代
法定地上権の地代は当事者の請求により裁判所が定めるが（388条後段）、判例によれば当事者間で地代を定めることもできるとされる（大判明43・3・23民録16輯233頁）。なお、借地借家法による地代増減請求権は当然に適用がある（借地借家法11条）。

### 法定地上権の対抗要件
法定地上権についても177条により登記を要する。法定地上権は当事者間においては登記なくして対抗しうるが（大判明5・11民録14輯677頁）、第三者に対抗するには地上権登記または借地借家法上の建物の登記を要する（通説）。

### 法定地上権の存続期間
法定地上権の存続期間については268条2項の規定により、まず、当事者間の協議により、それで定まらなければ借地借家法の規定により30年となる（借地借家法3条）。その始期は買受人の代金支払時である（大判昭10・11・29新聞3923号7頁）。

## 法定地上権の消滅
法定地上権の消滅については268条1項、借地借家法3条以下の適用がある。